# ای‌وی‌ئی کلاس ۱۰۰
ای‌وی‌ئی کلاس ۱۰۰ (انگلیسی: AVE Class 100) یک قطار تندرو ساخت شرکت آلستوم و گروه سی‌ای‌اف است.
این قطار که از سال ۱۹۹۲ تولید میشود در راه‌آهن ای‌وی‌ئی اسپانیا مورد استفاده قرار میگیرد.